# تاريخ الموسيقى الكلاسيكية في بورتو أليغري

تياترو ساو بيدرو

الموسيقى الكلاسيكية في مدينة بورتو أليغري، عاصمة ريو غراندي دو سول بالبرازيل، بدأت في نهاية القرن الثامن عشر، لكن هذا المجال الفني لم يبدأ حقًا في الازدهار حتى منتصف القرن التاسع عشر، وتوحد طوال القرن العشرين مع تأسيس العديد من المؤسسات التعليمية وانتشار المجموعات والمترجمين والملحنين، وكان يُعرض في أنحاء المدينة في جميع الولاية لمنتج رئيسي للتأثير. يوجد في بورتو أليغجري حاليًا جمهور جدير بالاعتبار للموسيقى الكلاسيكية. إنه موجود في سيناريو الموسيقيين ذوي الشهرة العالمية، وله اثنان من الأوركسترا المستقرة و غرفة الأوركسترا، والعديد من مجموعات الحُجرة الأصغر وعازفين منفردين في الغناء وآلات، بالإضافة إلى عدد كبير من مدارس الموسيقى ومساحات الأداء. عرف بعض مؤلفيها بشهرة وطنية. وبحسب قائد الأوركسترا إسحاق كارابتشيفسكي، الذي كان المدير الفني لأوركستراة بورتو أليغري السيمفونية، «لا توجد روح في موسيقى في العالم أكبر من روح سكان بورتو أليغري». في الوقت نفسه، هناك تطور كبير في البحث الأكاديمي والمؤهلات المهنية المتقدمة في البكالوريوس والدراسات العليا في الموسيقى في الجامعة الفيدرالية في ريو غراندي دو سول.

## في وقت قريب
تأسست بورتو أليغري رسميًا في ٢٦ مارس ١٧٧٢،  عندما تم رفع التسوية البدائية إلى مرتبة أبناء الأبرشية، ولكن في الواقع كانت أصولها أقدم، حيث وُلدت بسبب استعمار المنطقة من قبل البرتغاليين منذ القرن السابع عشر. من المُسلًّم به أنه في وقت علو القرية، كان هنالك نشاط موسيقس بالفعل ذو طابع كلاسيكي يتم ممارسته بشكل منتظم. تأكدت وثيقة أنه في عام ١٧٩٤ تم افتتاح أول دار للأوبرا في المدينة، وتم بناؤها في بيكو دوس فيريروس. كان المنزل عبارة عن كوخ خشبي بسيط، ويبدو أن «الأوبرا» كانت الأقل شهرة. يعتقد أتوس داماسينو أنه قبل انتهاء مسرح ساو بيدرو في عام ١٨٥٨، لم تكن هناك شروط فعلية لأوبرا حقيقية في بورتو أليغري، مع العديد من المغنيين، وأوركسترا عظيمة وكورال. على الرغم من عدم وجود أوصاف، من الممكن أن نرى ما قد تكون عليه طبيعة وجودة لما يسمى بالأوبرا الحقيقة الممثلة هناك. كل شيء يقودنا إلى الاعتقاد بأنهم اتبعوا نفس الأنماط الشعبية في المراكز الكبرى مثل ريو دي جانيرو وساو باولو. حيث في نفس الليلة عُرض برنامج متنوع للجمهور، يتألف من أعمال السيرك والمسرحيات ذات النداء الشعبي تتخللها مقطوعات موسيقية، بما في ذلك أعمال هامة مثل سونات البيانو وأغاني نابولية، إلى جانب الإرتجال وموسيقى القاعة مثل مازوركس ووالتز.

### استشهاد عام
1. الطاقم، إنيو دي فريتاس. الموسيقى، نشر من بواسطة جلوبو. ريو غراندي دو سول: الأرض والبشر. بورتو أليغري: جلوبو، ١٩٦٤
2. البلاط الملكي، أنطونيو. الإعانات لتاريخ الموسيقى في ريو غراندي دو سول. حركة بورتو أليغري. ١٩٨٤.
3. البلاط الملكي، أنطونيو. الإعانات لتاريخ الموسيقى في (ريو غراندي دو سول). حركة بورتو أليغري. ١٩٨٤.
4. صفحة برنامج الدراسات العليا في الجامعة الفيدرالية في ريو غراندي دو سول
5. سكرتير البلدية للسياحة
6. الطاقم، إنيو دي فريتاس. الموسيقى، نشر من بواسطة جلوبو. ريو غراندي دو سول: الأرض والبشر. بورتو أليغري: جلوبو، ١٩٦٤
7. ماسيدو، فرانسيسكو ريوباردينسي. بورتو أليغجري، في الأصل والنمو. مجلس المدينة، ١٩٩٩
8. لوكاس، ماريا إليزابيث. الطبقة الحاكمة والثقافة الموسيقية في جمهورية صربسكا: من الهواية إلى الإحتراف. في غونزانا، سيرجيوس دكالنال، خوسيه هالديبراندو، (منظمات) ريو غراندي دو سول: الثقافة والإنيدولوجيا. بورتو أليغري: السوق المفتوح، ١٩٨٠